# Сколышин (гмина)
Сколышин (пол. Skołyszyn) — сельская гмина (волость) в Польше, входит как административная единица в Ясленский повет, Подкарпатское воеводство. Население — 12 483 человека (на 2004 год).

## Демография
| Перепись                       | Всего   | Всего | Женщины | Женщины | Мужчины | Мужчины |
| ------------------------------ | ------- | ----- | ------- | ------- | ------- | ------- |
| Единицы                        | человек | %     | человек | %       | человек | %       |
| Население                      | 12 483  | 100   | 6319    | 50,6    | 6164    | 49,4    |
| Плотность населения (чел./км²) | 160,2   | 160,2 | 81,1    | 81,1    | 79,1    | 79,1    |

## Сельские округа
1. Бончаль-Дольны
2. Бончаль-Гурны
3. Харклёва
4. Яблоница
5. Кунова
6. Липница-Гурна
7. Лисув
8. Пшисеки
9. Пуста-Воля
10. Седлиска-Славенциньске
11. Сколышин
12. Сепетница
13. Славенцин
14. Свенцаны

## Соседние гмины
1. Гмина Беч
2. Гмина Бжиска
3. Гмина Ясло
4. Гмина Липинки
5. Гмина Шежины